# Молинс де Реј
Молинс де Реј (шп. Molins de Rey) град је у Шпанији у аутономној заједници Каталонија у покрајини Барселона. Према процени из 2017. у граду је живело 25 359 становника.

## Становништво
Према процени, у граду је 2017. живело 25 359 становника.
| 2017.  |
| ------ |
| 25.359 |